# Michio Tamura
Michio Tamura (17 de diciembre de 1927 - 22 de junio de 2007) fue un botánico y micólogo japonés del Jardín Botánico de la Universidad de Osaka, Japón, desarrollando también actividades académicas en la Universidad de la Ciudad de Osaka.

## Biografía
Estudió en la Universidad de Kioto, donde se graduó en 1950. Inmediatamente después de graduarse se trasladó a la Universidad de Osaka. Tamura estudió las plantas de la familia Ranunculaceae. Leyó especialmente la sección dedicada a esa familia, en el libro de A. Engler y Prantl: Die natürlichen Pflanzenfamilien. Tamura enseñó alemán.
En 1974, escribió uno de los volúmenes del libro "Biología evolutiva de las plantas", dedicado a la filogenia de las angiospermas. También participó en la redacción del quinto volumen ilustrado de "Flores silvestres de Japón" (1981-1989).
En 1975, en el XII Congreso Internacional de Botánica, en San Petersburgo, Theo Eckardt lo invitó a escribir un capítulo sobre Calendula officinalis (botón de oro).
Desde 1983, fue profesor en la Universidad de Kobe. Y, en 1991, se retiró.
En 1993 y 2007, se publicaron los volúmenes del libro de "Las familias y géneros de plantas vasculares con descripciones de la familia de los ranúnculos y peonias".

## Algunas publicaciones
- 1956. New Species from Afghanistan, Collected by the Kyoto University Scientific Expedition, 1955

- 1955. Systema Clematidis Asiae Orientalis. Ed. Institute of Biology, South College, Osaka Univ. 55 pp.

- 1954. Tibetan Plants Collected by E. Kawaguchi

- 1953. Notes on Clematis of Eastern Asia 1. Acta Phytotax. Geobot, 6 pp.

## Honores

### Eponimia
- Tamuria Starod., 1991[2] [= Anemone L., 1753]

Especies
- Clematis tamurae T.Y.A.Yang & T.C.Huang, 1995
- Thalictrum tamurae Kadota & Nob.Tanaka, 2010